# Skorzoner
Skorzoner (Scorzonera) er en slægt af planter, der består af omkring 200 arter, hvoraf en enkelt findes vildtvoksende i Danmark.

## Arter
Den danske art i slægten:
- Lav skorzoner (Scorzonera humilis)